# Groupe des sept (politique)
Pour les articles homonymes, voir Groupe des sept.
Le Groupe des sept ou Comité des sept est une alliance anti-indépendantiste secrète partisane de l'Algérie française. Basée à Alger durant la guerre d'Algérie, elle est conduite par des membres de groupuscules contre-révolutionnaire locaux, personnalités poujadistes influentes et théoriciens révolutionnaires d'extrême-droite; ce que les journalistes de gauche nomment « les ultras ». Cet état-major clandestin avait infiltré le Comité de vigilance mis en place par le militant gaulliste Léon Delbecque. Le but des Sept était de planifier et mettre en place une conspiration visant à renverser le régime de la Quatrième République, dont les gouvernements successifs étant jugés favorables à « l'abandon » de l'Algérie française par la France, et à remettre le pouvoir entre les mains de l'armée par un coup d’État militaire, celui du 13 mai 1958. 

## Membres
Le Groupe des sept était composé d'un meneur, l'avocat Pierre Lagaillarde (président de l'Association Générale des étudiants d'Alger, futur député sans étiquette d'Alger puis cocréateur de l'OAS), entouré de l'agriculteur Robert Martel (alias « le chouan de la Mitidja », monarchiste, fervent catholique et chef de l'Union française nord-africaine, puis du Mouvement populaire du 13-Mai) et du représentant Maurice Crespin (bras droit de Martel au sein de l'U.F.N.A.), du docteur Bernard Lefèvre, du restaurateur Roger Goutailler (UDCA) et du cafetier Joseph Ortiz (tous trois militants poujadistes de l'UFF) et de l'avocat maître Baille. Le colonel Jean-Robert Thomazo (alias « nez-de-cuir », futur député UNR des Basses-Pyrénées) était proche du groupe et animait des réunions clandestines auprès des militaires.

## Coup d'État du 13 mai 1958
Le 12 mai, veille du putsch historique d'Alger, le Groupe des sept participe à une réunion secrète au domicile de l'un d'eux, Lefèvre; Ortiz est absent mais Georges Kerdavid le remplace comme septième homme. Il est décidé qu'à l'issue de la manifestation organisée par le général Raoul Salan en hommage aux trois prisonniers français exécutés par le FLN en Tunisie, un assaut sera donné contre le gouvernement général (GG) d'Alger, siège de l'autorité parisienne en Algérie.

## Comité de salut public
Cinq membres du Groupe des sept sont nommés au sein du Comité de salut public (CSP), il s'agit de Pierre Lagaillarde, Robert Martel, Bernard Lefèvre, Roger Goutailler et Maurice Crespin. Par ailleurs, Robert Thomazo et Léon Delbecque sont également membres de ce comité.